# Ист Марион (Њујорк)
Ист Марион (енгл. East Marion) насељено је место без административног статуса у америчкој савезној држави Њујорк.

## Демографија
По попису из 2010. године број становника је 926, што је 170 (22,5%) становника више него 2000. године.
| Група             | 2000.       | 2010.       |
| Белци             | 707 (93,5%) | 832 (89,8%) |
| Афроамериканци    | 7 (0,9%)    | 7 (0,8%)    |
| Азијати           | 7 (0,9%)    | 8 (0,9%)    |
| Хиспаноамериканци | 22 (2,9%)   | 62 (6,7%)   |
| Укупно            | 756         | 926         |